# Ли, Дэвид (баскетболист)
Дэвид Ли (англ. David Lee; родился 29 апреля 1983 года в Сент-Луисе, штат Миссури) — американский профессиональный баскетболист, игравший на позициях тяжёлого форварда и центрового и известный по выступлениям за команды Национальной баскетбольной ассоциации «Нью-Йорк Никс» и «Голден Стэйт Уорриорз».

## Биография
Дэвид Ли был ведущим игроком баскетбольной команды школы Чеминейд Колледж. В 2001 году участвовал в матче всех звёзд американской школьной лиги и стал победителем конкурса слэм-данков в рамках этого мероприятия. Ли — левша, но в детстве после перелома левой руки он научился играть правой.

## Личная жизнь
15 июня 2019 женился на экс-первой ракетке мира Каролине Возняцки, с которой был обручен с ноября 2017 года. 11 июня 2021 года у супругов родилась дочь Оливия Возняцки Ли.

## Флоридский университет
После окончания школы Ли поступил во Флоридский университет, где играл за баскетбольную команду «Флорида Гейторс» под началом тренера Билли Донована. В своём дебютном сезоне Ли бы признан лучшим новичком Юго-Восточной конференции, в третьем сезоне он был включён во вторую символическую сборную лучших игроков конференции. Ли окончил университет в 2005 году, получив степень бакалавра по социологии.

## НБА

### Нью-Йорк Никс (2005—2010)

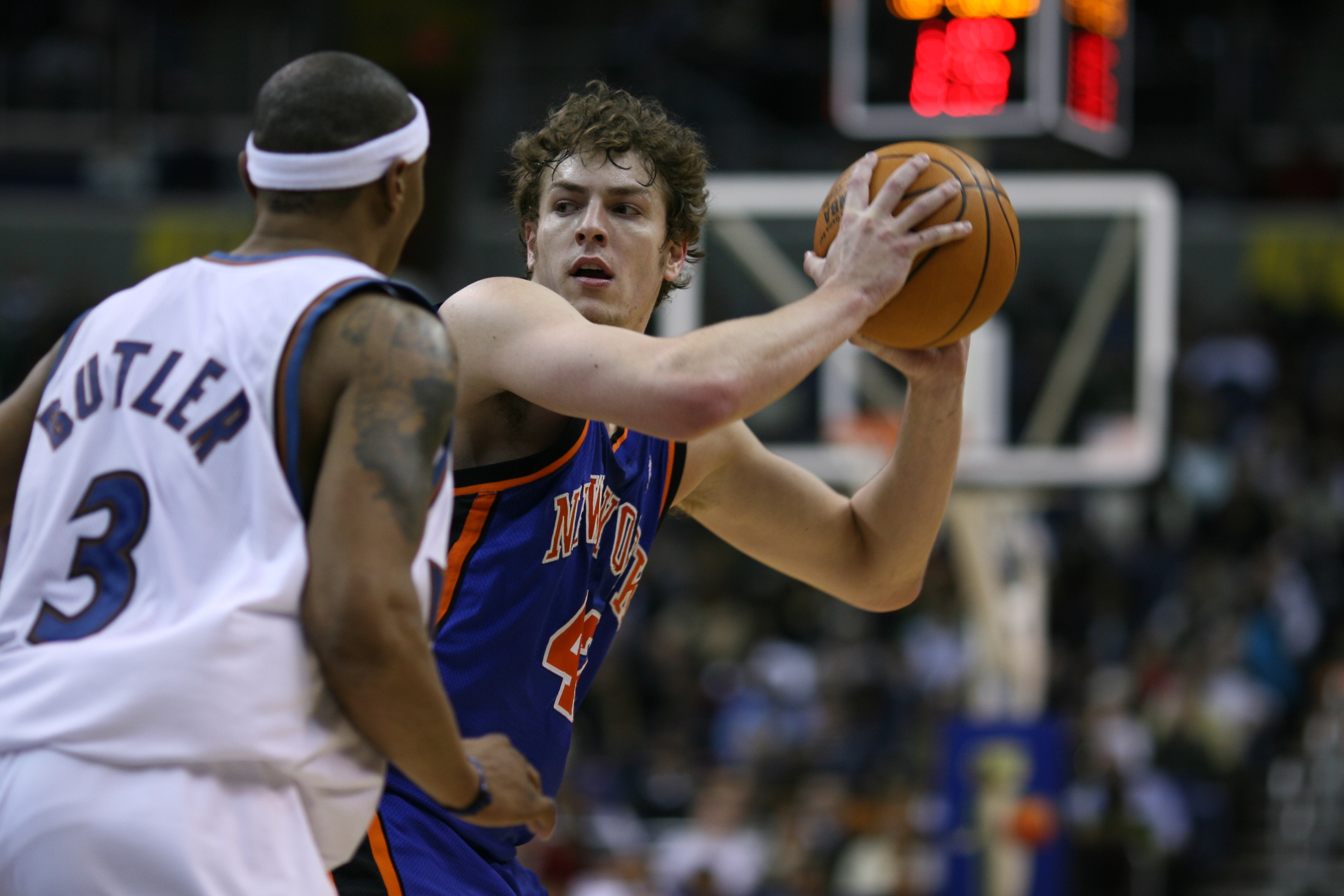
Ли в 2007

На драфте НБА 2005 года Ли был выбран в первом раунде под 30-м номером клубом «Нью-Йорк Никс». 1 июля 2005 года он подписал с командой свой первый профессиональный контракт. Ли начинал играть в качестве резервного тяжёлого форварда, но со временем уверенной игрой он смог завоевать место в стартовой пятёрке и стал играть на позициях как тяжёлого форварда, так и центрового. В трёх из пяти сезонах, проведённых в «Никс», Ли делал дабл-дабл в среднем за игру. В 2010 году он был впервые выбран для участия в Матч всех звёзд НБА 2010 года, заменив Аллена Айверсона в команде Востока. 2 апреля 2010 года Ли сделал свой первый трипл-дабл за карьеру, набрав в матче 37 очков, сделав 20 подборов и 10 передач. Ли провел 5 сезонов в составе «Нью-Йорка», где при нём сменилось три тренера, 49 партнеров, четыре раза команда закончила с 50-ю поражениями за сезон (и один раз с 49-ю).

### Голден Стэйт Уорриорз (2010—2015)

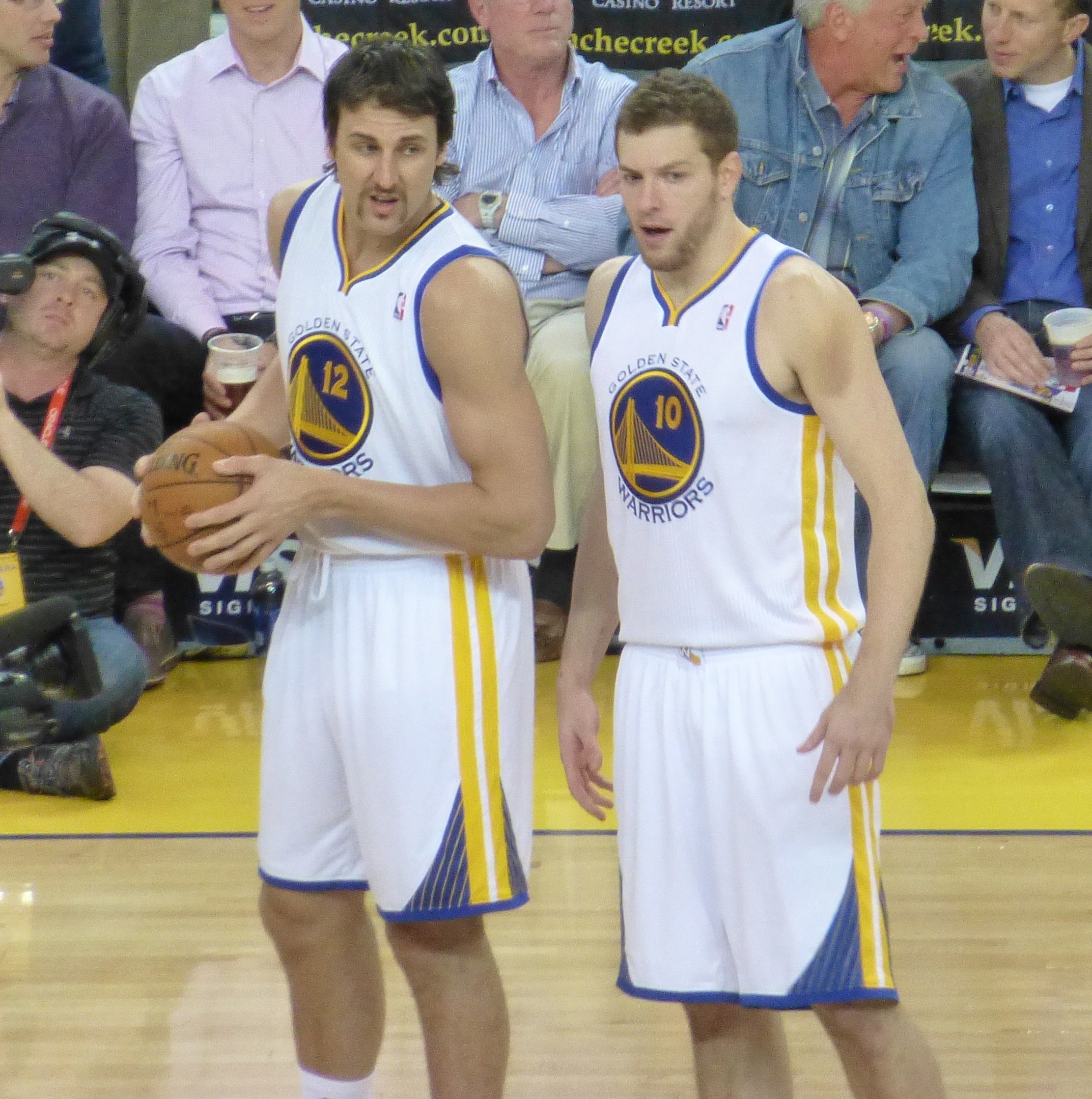
Ли с Эндрю Богутом в 2013.

Летом 2010 года Ли стал неограниченно свободным агентом. 9 июля он перешёл в «Голден Стэйт Уорриорз» в обмен на Энтони Рэндольфа, Келенну Азубуике, Ронни Тюриафа и право выбора во втором раунде будущего драфта. Ли подписал шестилетний контракт на сумму 80 миллионов долларов.
В регулярном сезоне 2010/11 Ли принял участие в 73 играх (все в старте), набирая в среднем 16.5 очков, 9.8 подборов, 3.2 передач и 1.01 перехватов в среднем за 36.1 минуты за игру.
7 февраля 2012 года Ли сделал свой второй трипл-дабл за карьеру, набрав 25 очков, сделав 10 подборов и 11 передач в проигранном матче «Оклахома-Сити Тандер». В регулярном сезоне 2011/12 его средние показатели составили 20 очков за игру.
Дэвид во второй раз заслужил приглашение на Матч всех звёзд НБА 2013 года в числе резервистов, став первым «Воином» на матче всех звёзд с 1997 года после Лэтрелла Спрюэлла. Регулярный сезон 2012/13 Ли закончил с показателями 18.5 очков и 11.2 подбора в среднем за игру, став лидером лиги по количеству дабл-даблов в сезоне (56) и был включён в 3-ю сборную всех звёзд НБА. Его игра позволила «Голден Стэйт Уорриорз» выйти в плей-офф, где в первом раунде им противостояли «Денвер Наггетс». В своём дебютном матче в плей-офф получил серьезную травму. Клуб заявил, что игрок выбыл до конца сезона из-за травмы бедра, и ему может потребоваться операция, однако Ли неожиданно вышел на площадку в шестом матче серии первого раунда с «Денвером» и помог одержать победу в серии со счётом 4-2. Несмотря на это, в следующем раунде «Уорриорз» уступили «Сан-Антонио Спёрс» в 6 матчах.
Перед началом сезона 2013/2014 Ли перенёс опрецию на бедре. В прессе появились слухи, о том, что «Уорриорз» могут обменять 30-летнего Ли в первую очередь по финансовым причинам, так как действующий контракт форварда рассчитан ещё на 3 сезона, за которые он заработает 44 миллиона долларов. В регулярном сезоне 2013/14 Ли отыграл за «Уорриорз» 69 матчей, набирая в среднем 18,2 очка и 9,3 подбора. В плей-офф «Уорриорз» в первом раунде в упорной борьбе уступили «Лос-Анджелес Клипперс» со счётом 4-3, после чего Марка Джексона на посту главного тренера «Уорриорз» сменил Стив Керр.
В первых трёх встречах сезона 2014/15 Ли, из-за проблем с подколенным сухожилием, не выходил на площадку, а в дебютной для себя игре с «Лос-Анджелес Клипперс» усугубил повреждение. Дрэймонд Грин заменил Ли и закрепился в стартовой пятёрке «Голден Стэйт», в то время как его более опытный партнёр выпал из ротации. «Голден Стэйт Уорриорз» под руководством Стива Керра одержали 67 побед, установив рекорд НБА по количестве побед в регулярном сезоне для главного тренера, который дебютировал в лиге. Это стало лучшим результатом как в Западной конференции, так и в лиге в целом. В 49 матчах сезона Ли проводил на площадке в среднем по 18,4 минуты, набирая 7,9 очка и делая 5,2 подбора. В плей-офф «Голден Стэйт» в первом раунде в «сухую» обыграли «Нью-Орлеан Пеликанс». Во втором раунде, проигрывая в серии 2-1, «Уорриорз» сумели одержать 3 победы подряд над «Мемфис Гриззлис». В финале конференции баскетболисты «Голден Стэйт» победили «Хьюстон Рокетс» со счётом 4-1 и вышли в финал НБА. В финале НБА «Голден Стэйт» победили «Кливленд Кавальерс» со счётом 4—2 и стали чемпионами НБА. По ходу серии, после того как счет стал 2-1 в пользу «Кавальерс», главный тренер «Уорриорз» Стив Керр перевёл Андре Игудалу в стартовый состав вместо Эндрю Богута и стал играть «легкой» пятеркой с первых минут, что коренным образом сказалось на результате. «Голден Стэйт» одержали 3 победы подряд и завоевали титул чемпионов НБА в четвёртый раз в своей истории.

## Завершение карьеры
19 ноября 2017 года Дэвид Ли объявил о завершении карьеры в своем инстаграме. 34-летний игрок провел в лиге 12 сезонов за «Никс», «Голден Стэйт», «Бостон», «Даллас» и «Сан-Антонио», набирая в среднем 13,5 очка, 8,8 подбора и 2,2 передачи. Ли является чемпионом НБА в составе «Уорриорс». Летом Ли отказался от опции, предусмотренной контрактом со «Сперс», и получил статус свободного агента, но не смог подписаться где-то еще.

## Статистика

### Статистика в НБА
| Сезон                                                                                    | Команда      | Регулярный сезон | Регулярный сезон | Регулярный сезон | Регулярный сезон | Регулярный сезон | Регулярный сезон | Регулярный сезон | Регулярный сезон | Регулярный сезон | Регулярный сезон | Регулярный сезон | Серия плей-офф | Серия плей-офф | Серия плей-офф | Серия плей-офф | Серия плей-офф | Серия плей-офф | Серия плей-офф | Серия плей-офф | Серия плей-офф | Серия плей-офф | Серия плей-офф |
| Сезон                                                                                    | Команда      | GP               | GS               | MPG              | FG%              | 3P%              | FT%              | RPG              | APG              | SPG              | BPG              | PPG              | GP             | GS             | MPG            | FG%            | 3P%            | FT%            | RPG            | APG            | SPG            | BPG            | PPG            |
| ---------------------------------------------------------------------------------------- | ------------ | ---------------- | ---------------- | ---------------- | ---------------- | ---------------- | ---------------- | ---------------- | ---------------- | ---------------- | ---------------- | ---------------- | -------------- | -------------- | -------------- | -------------- | -------------- | -------------- | -------------- | -------------- | -------------- | -------------- | -------------- |
| 2005/06                                                                                  | Нью-Йорк     | 67               | 14               | 16,9             | 59,6             | -                | 57,7             | 4,5              | 0,6              | 0,4              | 0,3              | 5,1              | Не участвовал  | Не участвовал  | Не участвовал  | Не участвовал  | Не участвовал  | Не участвовал  | Не участвовал  | Не участвовал  | Не участвовал  | Не участвовал  | Не участвовал  |
| 2006/07                                                                                  | Нью-Йорк     | 58               | 12               | 29,8             | 60,0             | -                | 81,5             | 10,4             | 1,8              | 0,8              | 0,4              | 10,7             | Не участвовал  | Не участвовал  | Не участвовал  | Не участвовал  | Не участвовал  | Не участвовал  | Не участвовал  | Не участвовал  | Не участвовал  | Не участвовал  | Не участвовал  |
| 2007/08                                                                                  | Нью-Йорк     | 81               | 29               | 29,1             | 55,2             | 0,0              | 81,9             | 8,9              | 1,2              | 0,7              | 0,4              | 10,8             | Не участвовал  | Не участвовал  | Не участвовал  | Не участвовал  | Не участвовал  | Не участвовал  | Не участвовал  | Не участвовал  | Не участвовал  | Не участвовал  | Не участвовал  |
| 2008/09                                                                                  | Нью-Йорк     | 81               | 74               | 34,9             | 54,9             | 0,0              | 75,5             | 11,7             | 2,1              | 1,0              | 0,3              | 16,0             | Не участвовал  | Не участвовал  | Не участвовал  | Не участвовал  | Не участвовал  | Не участвовал  | Не участвовал  | Не участвовал  | Не участвовал  | Не участвовал  | Не участвовал  |
| 2009/10                                                                                  | Нью-Йорк     | 81               | 81               | 37,3             | 54,5             | 0,0              | 81,2             | 11,7             | 3,6              | 1,0              | 0,5              | 20,2             | Не участвовал  | Не участвовал  | Не участвовал  | Не участвовал  | Не участвовал  | Не участвовал  | Не участвовал  | Не участвовал  | Не участвовал  | Не участвовал  | Не участвовал  |
| 2010/11                                                                                  | Голден Стэйт | 73               | 73               | 36,1             | 50,7             | 33,3             | 78,7             | 9,8              | 3,2              | 1,0              | 0,4              | 16,5             | Не участвовал  | Не участвовал  | Не участвовал  | Не участвовал  | Не участвовал  | Не участвовал  | Не участвовал  | Не участвовал  | Не участвовал  | Не участвовал  | Не участвовал  |
| 2011/12                                                                                  | Голден Стэйт | 57               | 57               | 37,2             | 50,3             | 0,0              | 78,2             | 9,6              | 2,8              | 0,9              | 0,4              | 20,1             | Не участвовал  | Не участвовал  | Не участвовал  | Не участвовал  | Не участвовал  | Не участвовал  | Не участвовал  | Не участвовал  | Не участвовал  | Не участвовал  | Не участвовал  |
| 2012/13                                                                                  | Голден Стэйт | 79               | 79               | 36,8             | 51,9             | 0,0              | 79,7             | 11,2             | 3,5              | 0,8              | 0,3              | 18,5             | 6              | 1              | 10,8           | 39,4           | -              | 66,7           | 4,7            | 0,8            | 0,5            | 0,2            | 5,0            |
| 2013/14                                                                                  | Голден Стэйт | 69               | 67               | 33,2             | 52,3             | 0,0              | 78,0             | 9,3              | 2,1              | 0,7              | 0,4              | 18,2             | 7              | 7              | 31,0           | 53,2           | -              | 78,9           | 9,1            | 2,6            | 0,6            | 0,0            | 13,9           |
| 2014/15                                                                                  | Голден Стэйт | 49               | 4                | 18,4             | 51,1             | 0,0              | 65,4             | 5,2              | 1,7              | 0,6              | 0,5              | 7,9              | 13             | 0              | 8,2            | 40,0           | -              | 53,3           | 2,6            | 0,6            | 0,2            | 0,2            | 3,1            |
| 2015/16                                                                                  | Бостон       | 30               | 4                | 15,7             | 45,3             | 0,0              | 78,4             | 4,3              | 1,8              | 0,4              | 0,4              | 7,1              | Не участвовал  | Не участвовал  | Не участвовал  | Не участвовал  | Не участвовал  | Не участвовал  | Не участвовал  | Не участвовал  | Не участвовал  | Не участвовал  | Не участвовал  |
| 2015/16                                                                                  | Даллас       | 25               | 1                | 17,3             | 63,6             | -                | 73,8             | 7,0              | 1,2              | 0,4              | 0,6              | 8,5              | 2              | 0              | 16,5           | 75,0           | -              | -              | 3,0            | 0,5            | 0,0            | 0,0            | 6,0            |
| 2016/17                                                                                  | Сан-Антонио  | 79               | 10               | 18,7             | 59,0             | -                | 70,8             | 5,6              | 1,6              | 0,4              | 0,5              | 7,3              | 15             | 4              | 16,3           | 52,1           | 0,0            | 64,7           | 3,8            | 0,7            | 0,3            | 0,3            | 4,1            |
|                                                                                          | Всего        | 829              | 505              | 29,3             | 53,5             | 3,4              | 77,2             | 8,8              | 2,2              | 0,8              | 0,4              | 13,5             | 43             | 12             | 15,5           | 49,0           | 0,0            | 66,7           | 4,4            | 1,0            | 0,3            | 0,2            | 5,6            |
| Наведите курсор мыши на аббревиатуры в заголовке таблицы, чтобы прочесть их расшифровку. |              |                  |                  |                  |                  |                  |                  |                  |                  |                  |                  |                  |                |                |                |                |                |                |                |                |                |                |                |

### Статистика в NCAA
| Сезон | Команда | Conf  | Class | GP  | GS | MPG  | FG%  | 3P% | FT%  | RPG | APG | SPG | BPG | PPG  |
| --- | ------- | ----- | ----- | --- | -- | ---- | ---- | --- | ---- | --- | --- | --- | --- | ---- |
| 2001/02 | Флорида | SEC   | FR    | 31  | 0  | 18,0 | 57,9 | -   | 54,9 | 4,7 | 1,0 | 0,6 | 0,7 | 7,0  |
| 2002/03 | Флорида | SEC   | SO    | 33  | 33 | 26,2 | 64,8 | -   | 62,4 | 6,8 | 1,8 | 0,7 | 1,5 | 11,2 |
| 2003/04 | Флорида | SEC   | JR    | 31  | 30 | 27,5 | 58,8 | 0,0 | 77,2 | 6,8 | 2,8 | 1,1 | 0,5 | 13,3 |
| 2004/05 | Флорида | SEC   | SR    | 32  | 30 | 28,0 | 52,5 | 0,0 | 71,4 | 9,0 | 2,2 | 1,1 | 0,8 | 13,6 |
| Всего | Всего   | Всего | Всего | 127 | 93 | 25,0 | 58,1 | 0,0 | 68,1 | 6,8 | 2,0 | 0,9 | 0,9 | 11,3 |
| Наведите курсор мыши на аббревиатуры в заголовке таблицы, чтобы прочесть их расшифровку Статистика приведена с сайта sports-reference.com |         |       |       |     |    |      |      |     |      |     |     |     |     |      |